# 茨温根贝格 (巴登-符腾堡州)
茨温根贝格（德語：Zwingenberg，發音：[ˈtsvɪŋənˌbɛʁk] ⓘ；南法兰克语：Zwingeberg）是德国巴登-符腾堡州卡尔斯鲁厄行政区内卡-奥登林山县的市镇，总面积4.7平方千米，2023年12月31日总人口为660人。